# Michael Koch (Fußballspieler, 1969)
Michael Koch (* 27. September 1969) ist ein ehemaliger deutscher Fußballspieler. Der 1,81 Meter große Koch spielte die Position des Stürmers.

## Laufbahn
Koch wechselte 1988 aus der Jugend des Hamburger SV zum Altonaer FC 93 in die Amateuroberliga Nord, bevor er 1989 in die Bundesliga zum Hamburger SV wechselte. Dort konnte sich der Offensivmann aber nicht durchsetzen. Er wechselte 1991 zu Hannover 96 und erlebte den größten Erfolg seiner Karriere, den Gewinn des DFB-Pokals 1992. Im Finale gegen Borussia Mönchengladbach (4:3 n. E.) stand Koch in der Startelf und wurde in der 71. Minute gegen Uwe Jursch ausgewechselt. Koch hatte zuvor im Halbfinale gegen Werder Bremen (7:6 n. E.) in der 96. Minute zum zwischenzeitlichen 1:0 getroffen. Damit qualifizierte sich Hannover für den Europapokal der Pokalsieger und wurde in der 1. Runde kurioserweise gegen Werder Bremen gelost: als Titelverteidiger war Bremen in diesem Wettbewerb gesetzt. Diese Revanche verlor Koch mit Hannover (1:3 und 2:1). Koch wechselte zwei Jahre später zu den Stuttgarter Kickers und wurde zur Saison 1994/95 zum Regionalligisten VfB Lübeck transferiert. Mit dem VfB stieg er in die 2. Bundesliga auf und sorgte dort mit 10 Toren für den überraschenden Klassenerhalt. Nach einem enttäuschenden Folgejahr stieg er mit Lübeck wieder in die Regionalliga Nord ab. 1998 verließ er den Klub und ließ seine Karriere beim FC Schönberg 95 ausklingen. Mit den Mecklenburgern traf er Ende August 2000 in der ersten Runde des DFB-Pokals auf den FC Bayern München. Koch bestritt in der Begegnung, die Schönberg mit 0:4 verlor, die gesamten 90 Minuten.
Koch arbeitet heute als Scout und als Spielerberater.